# C/2024 S1 (ATLAS)

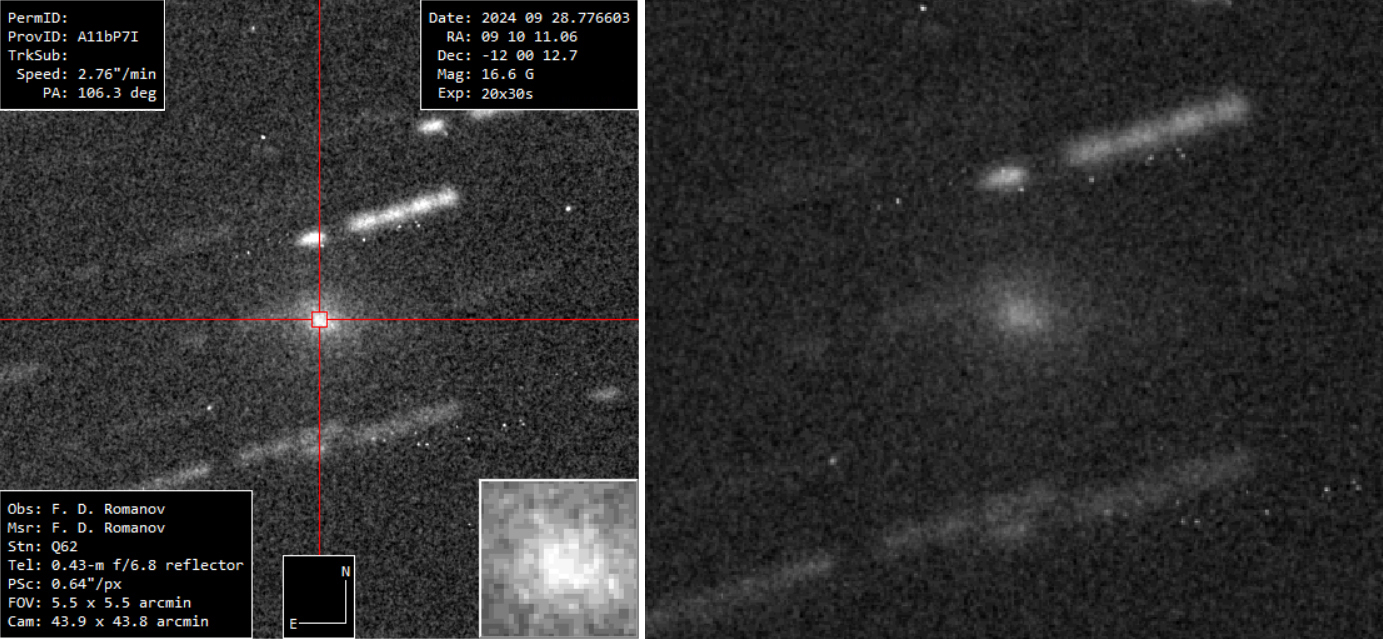
Зображення комети станом на 28.09.2024.

C/2024 S1 (ATLAS) (раніше мала тимчасове позначення A11bP7I) — навколосонячна комета, відкрита системою останнього сповіщення про зіткнення астероїдів із Землею ATLAS на Гаваях 27 вересня 2024 року. Комета пройде свій перигелій 28 жовтня 2024 року на відстані приблизно 0,008 а.о. (1,2 мільйона км; 0,74 мільйона миль) від барицентра Сонячної системи. Комета має схожу орбіту з орбітами присонячних комет Крейца, які були створені фрагментацією більшої комети. Після перигелію вона може стати видимою неозброєним оком і, можливо, буде виглядати як C/2011 W3 (Лавджоя), інша комета типу Крейца.

## Історія
Комета C/2024 S1 відкрита під час досліджень системою ATLAS за допомогою 0,5-метрового рефлекторного телескопа, розташованого в Галеакалі на Гаваях. Тоді було оцінено, що комета мала видиму зоряну величину 15,3 і кому в діаметрі приблизно половину кутової хвилини. Подальші спостереження показали, що розмір коми досягає трьох кутових хвилин у поперечнику, а хвіст — до 156 кутових секунд. Після відкриття комета мала зеленуватий колір, ймовірно, через наявність двоатомного вуглецю За різними даними, видима зоряна величина комети коливалася від 16,9 до 11,5. Наявність зеленої коми вказує на те, що вона ближче до 11,5. Повідомлялося про візуальне спостереження за допомогою 30-сантиметрового рефлекторного телескопа з повідомленою величиною 11,7. На момент відкриття комета знаходилася в сузір'ї Гідри.
Комету можна буде побачити на ранковому небі. Її краще буде видно з Південної півкулі до перигелію. Під час перигелію вона може стати видимою до величини від -5 до -7, що є яскравішим, ніж планета Венера. Якщо C/2024 S1 (ATLAS) переживе перигелій, її знову можна буде побачити на ранковому нічному небі. Проте краще її буде видно жителям південної півкулі.
28 жовтня 2024 року комета C/2024 S1 (ATLAS) — припинила своє існування поблизу Сонця. Космічний апарат SOHO зафіксував останні моменти її життя.